# توني باتشيكو
توني باتشيكو هو مدرب كرة القاعدة ‏ كوبي، ولد في 9 أغسطس 1927 في هافانا في كوبا، وتوفي في 23 مارس 1987 في ميامي بيتش في الولايات المتحدة.

## وصلات خارجية
- توني باتشيكو على موقعبيزبول رفرنس.كوم (الدوري الثانوي) (الإنجليزية)